# Brilmonarch
De brilmonarch (Symposiachrus trivirgatus synoniem: Monarcha trivirgatus) is een zangvogel uit de familie monarchen (Monarchidae). De vogel komt voor in het oosten van de Indische Archipel en Australië.

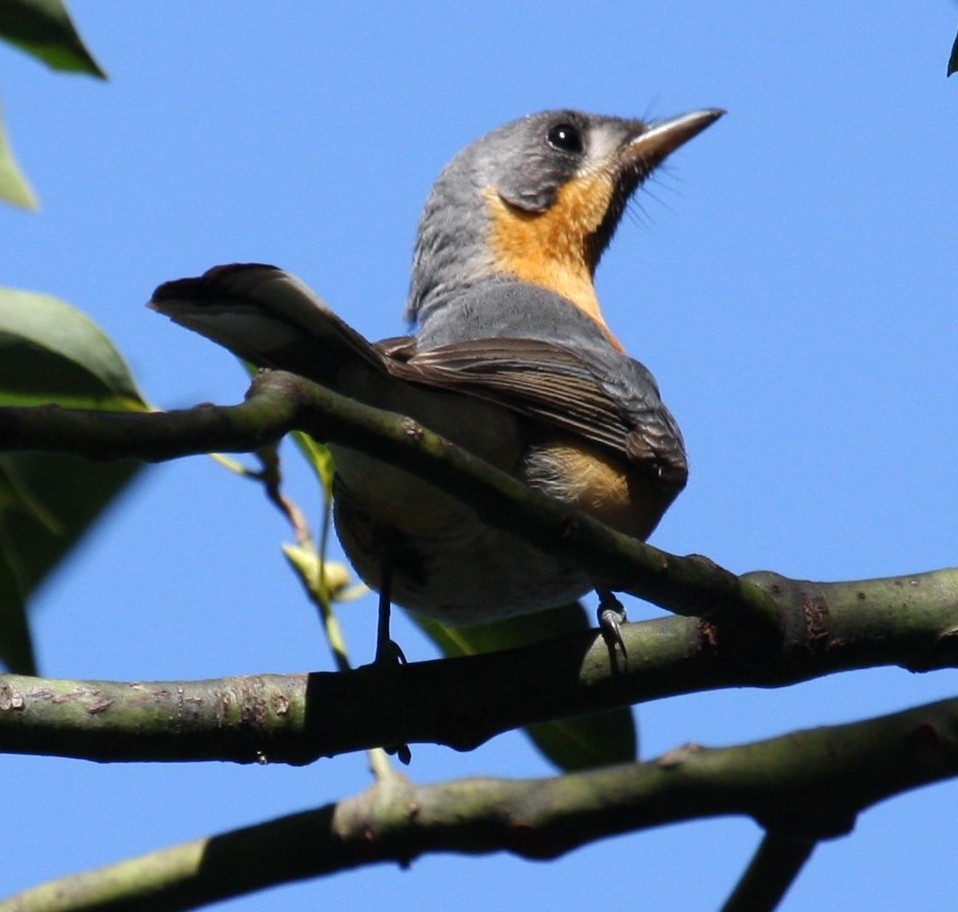
Onvolwassen brilmonarch, Dayboro, ZO Queensland (Aus.)

## Herkenning
De brilmonarch lijkt op een vliegenvanger. Het is een actieve vogel, met een lengte van 15 tot 16,5 cm. De rug is blauwgrijs en de borst licht roodbruin. Een volwassen brilmonarch heeft een zwarte vlek rond het oog en de oorstreek en een lichte ring om het oog, waarmee hij zich onderscheidt van vergelijkbare soorten.

## Verspreiding en leefgebied
De brilmonarch komt voor op de Kleine Soenda-eilanden en in het oosten van Australië. De vogel komt voor in gebieden met dicht struikgewas of ondergroei van tropisch laaglandregenbos.
De soort telt drie ondersoorten:
- S. t. trivirgatus: de centrale en oostelijke Kleine Soenda-eilanden.
- S. t. albiventris: Kaap York-schiereiland (noordoostelijk Australië).
- S. t. gouldii: oostelijk Australië.

## Status
De brilmonarch heeft een groot verspreidingsgebied en daardoor alleen al is de kans op de status  kwetsbaar (voor uitsterven) gering. De grootte van de populatie is niet gekwantificeerd. Op de meeste plaatsen binnen het verspreidingsgebied is de vogel algemeen, daarom staat deze monarch als niet bedreigd op de Rode Lijst van de IUCN.